# Аксал, Исмаил Рюштю
Исмаил Рюштю Аксал (тур. İsmail Rüştü Aksal, 1911 — 13 сентября 1989) — турецкий политик и государственный деятель.

## Биография
Родился в 1911 году в Памукове. В 1930 году окончил Стамбульский лицей, в 1933 — Мектеб-и-мюлькие (позднее стал факультетом Политических наук Анкарского университета). До 1946 году работал в министерстве Финансов и министерстве Торговли. Во время Второй мировой войны работал финансовым советником турецкого посольства в Лондоне. В 1946 году начал политическую карьеру. Избирался в Великое национальное собрание в 1946, 1957 и 1961 годах. В 1969 году ушёл из политики. Входил в состав правления «İş Bankası».
Умер 13 сентября 1989 года в Стамбуле.

### Политическая карьера
В 1946 году вступил в Республиканскую народную партию и в том же году был избран членом Великого национального собрания Турции от Коджаэли. Привлёк к себе внимание как финансовый эксперт. С 1949 по 1950 годы был министром финансов в 18-м правительстве Турции. На посту занимался реформой налоговой системы. После поражения РНП на очередных выборах 1950 года работал юристом до 1957 года, когда был избран членом Великого национального собрания. В 1959 году был избран генеральным секретарём РНП. Государственный переворот 1960 года прервал депутатские полномочия Аксала, но в 1961 году он был назначен членом Консультативной ассамблеи, в том же году был переизбран в Великое национальное собрание. В 1962 году во время очередных выборов генерального секретаря РНП, кандидатура Аксала была отклонена партийным конгрессом. В 1969 году ушёл из политики.